# Incidente del Beechcraft 1900 di Light Air Services del 2025
Il 29 gennaio 2025, un Beechcraft 1900D operato da Eagle Air per conto di Light Air Services, che effettuava un volo charter dalla pista di atterraggio GPOC Unity all'aeroporto Internazionale di Giuba, si è schiantato nello Stato di Unity, situato nella regione del Grande Nilo Superiore del Sudan del Sud, poco dopo il decollo, uccidendo 20 dei 21 occupanti a bordo. L'aereo trasportava lavoratori del settore petrolifero, diretti alla capitale sudanese Giuba.

## L'aereo
Il velivolo coinvolto nell'incidente era un Beechcraft 1900D bimotore turboelica di 23 anni, originariamente registrato come N60069 prima di essere consegnato alla compagnia aerea ugandese Eagle Air nel 2016. L'aereo era stato posto in storage fino a quando è stato venduto nel 2017 alla Light Air Services e registrato come 5X-RHB.

## Passeggeri ed equipaggio
A bordo dell'aereo c'erano 21 persone: 19 passeggeri e due piloti. Sedici dei passeggeri erano sud sudanesi, uno indiano, due cittadini cinesi e due ugandesi. L'aereo era gestito dalla compagnia aerea Light Air Services ed era stato noleggiato dal datore di lavoro dei passeggeri, l'azienda petrolifera cinese Greater Pioneer Oil Company (GPOC), che è un consorzio di China National Petroleum Corporation e Nile Petroleum Corporation.

## L'incidente
L'aereo stava operando un volo charter. Intorno alle 10:30 ora locale, il velivolo ha perso quota e si è schiantato al suolo circa 10 minuti dopo il decollo a una distanza di 500 metri dall'aeroporto di origine. Un testimone ha riferito che un'ala si è staccata, portando l'aereo in posizione capovolta. Le immagini condivise sui social media hanno mostrato che i detriti erano sparsi sul luogo dell'incidente con l'aereo capovolto. 20 delle 21 persone a bordo sono rimaste uccise, tra cui due che sono poi decedute in ospedale. L'unico sopravvissuto all'incidente è stato identificato come l'ingegnere sud-sudanese Emmanuel Maker, che è stato portato all'ospedale statale di Bentiu in condizioni critiche.

## Le indagini
Saleh Akot, direttore dell'aeroporto Internazionale di Giuba, ha dichiarato che l'Autorità per l'aviazione civile del Sud Sudan ha inviato una squadra sul luogo dell'incidente per avviare le indagini. Il ministro del Petrolio del Sud Sudan, Puot Kang Chol, ha dichiarato che è in corso un'indagine sulle cause dell'incidente e che il suo ministero sta collaborando con il ministero dei Trasporti, le altre autorità locali e i servizi di emergenza per garantire un esame approfondito. Le autorità non hanno ancora divulgato i risultati preliminari sulle cause dell'incidente. Ter Manyang Gatwech, capo del Centro per la pace e l'advocacy (CPA), ha affermato che l'incidente è stato causato dalla scarsa applicazione degli standard di sicurezza da parte dell'Autorità per l'aviazione civile del Sudan del Sud che permette a velivoli vecchi e obsoleti di volare.
Il Ministro nazionale dei Trasporti ha dichiarato che il suo dipartimento per le indagini sugli incidenti aerei recupererà il registratore di volo dal relitto dell'incidente e lo invierà negli Stati Uniti per ulteriori analisi.